# The Coral (альбом)
| Оценки критиков | Оценки критиков |
| Источник        | Оценка          |
| --------------- | --------------- |
| Allmusic        | [ 1 ]           |
| Pitchfork Media | (6.8/10)        |
| PopMatters      | (положительный) |
| Rolling Stone   | [ 4 ]           |
| RTÉ             | [ 5 ]           |
| Sorted          | (положительный) |

The Coral — одноимённый дебютный студийный альбом британской инди-рок-группы The Coral, выпущенный в июле 2002 года на лейбле Deltasonic. Диск сумел занять 5 место в британских чартах и был также   номинирован на премию Mercury Music Prize. В США релиз альбома состоялся только 3 марта 2003 года на лейбле Columbia Records.

## Список композиций
| №   | Название                                                            | Автор(ы)              | Длительность |
| --- | ------------------------------------------------------------------- | --------------------- | ------------ |
| 1.  | «Spanish Main»                                                      | James Skelly          | 1:53         |
| 2.  | «I Remember When»                                                   | J. Skelly             | 3:38         |
| 3.  | «Shadows Fall»                                                      | The Coral             | 3:29         |
| 4.  | «Dreaming of You»                                                   | J. Skelly             | 2:21         |
| 5.  | «Simon Diamond»                                                     | J. Skelly, Nick Power | 2:28         |
| 6.  | «Goodbye»                                                           | J. Skelly, Power      | 4:02         |
| 7.  | «Waiting for the Heartaches»                                        | J. Skelly             | 4:03         |
| 8.  | «Skeleton Key»                                                      | J. Skelly, Power      | 3:03         |
| 9.  | «Wildfire»                                                          | Power                 | 2:45         |
| 10. | «Bad Man»                                                           | J. Skelly, Power      | 3:03         |
| 11. | «Calendars and Clocks» (включает в себя скрытый трек «Time Travel») | J. Skelly, Power      | 11:56        |

| №   | Название            | Автор(ы)  | Длительность |
| --- | ------------------- | --------- | ------------ |
| 12. | «Simian Technology» | The Coral | 2:08         |

| №   | Название                                                            | Автор(ы)                     | Длительность |
| --- | ------------------------------------------------------------------- | ---------------------------- | ------------ |
| 1.  | «Spanish Main»                                                      | James Skelly                 | 1:53         |
| 2.  | «I Remember When»                                                   | J. Skelly                    | 3:38         |
| 3.  | «Shadows Fall»                                                      | The Coral                    | 3:29         |
| 4.  | «Dreaming of You»                                                   | J. Skelly                    | 2:21         |
| 5.  | «Simon Diamond»                                                     | J. Skelly, Nick Power        | 2:28         |
| 6.  | «Goodbye»                                                           | J. Skelly, Power             | 4:02         |
| 7.  | «Waiting for the Heartaches»                                        | J. Skelly                    | 4:03         |
| 8.  | «Skeleton Key»                                                      | J. Skelly, Power             | 3:03         |
| 9.  | «Answer Me»                                                         | J. Skelly, Power, Paul Duffy | 3:13         |
| 10. | «Wildfire»                                                          | Power                        | 3:03         |
| 11. | «Badman»                                                            | J. Skelly, Power             | 2:45         |
| 12. | «Calendars and Clocks» (включает в себя скрытый трек «Time Travel») | J. Skelly, Power             | 11:56        |
| 13. | «Simian Technology»                                                 | The Coral                    | 2:08         |

## Участники записи
The Coral
- Джеймс Скелли — вокал, гитара, сопродюсер
- Ли Саутхолл — гитара, сопродюсер
- Билл Райдер-Джонс[англ.] — гитара, труба, сопродюсер
- Пол Даффи — бас-гитара, саксофон, сопродюсер
- Ник Пауэр — клавишные, сопродюсер
- Иэн Скелли — ударные, сопродюсер, арт-директор

Производственный персонал
- Иэн Броуди[англ.] — продюсер
- Джон Грэй — звукоинженер
- Кенни Паттерсон — ассистент звукоинженерп

Прочий персонал
- Скотт Джонс — арт-директор
- Джуно — дизайн
- Стив Феллоуэс — дизайн логотипа
- Кев Пауэр — фотографии

## Позиция в чартах
| Чарт (2002)                            | Позиция |
| -------------------------------------- | ------- |
| Франция (SNEP)                         | 118     |
| Ирландия (Irish Albums Chart)          | 41      |
| Япония (Oricon)                        | 97      |
| Великобритания (UK Albums Chart)       | 5       |
| США (Billboard 200)                    | 189     |
| США (Billboard Top Heatseekers Albums) | 13      |

## История релиза
| Страна         | Дата релиза  | Лейбл      | Формат                       | Каталожный номер   |
| -------------- | ------------ | ---------- | ---------------------------- | ------------------ |
| Великобритания | 29 июля 2002 | Deltasonic | CD, LP, цифровая дистрибуция | DLTCD006, DLTLP006 |